# Carretera militar de Sujumi
La autopista A155 Carretera militar de Sujumi (en ruso: А-155 Вое́нно-Суху́мская доро́га, SH10 en Abjasia) es el nombre histórico de la carretera militar que atraviesa la Cordillera principal del Cáucaso y conecta las ciudades de Cherkesk (Karacháyevo-Cherkesia, Rusia) y Sujumi (Abjasia/Georgia). La autopista del lado ruso llega hasta Dombái.

## Historia

Mapa de Abjasia donde se puede observar la ruta que atraviesa el paso de Klujor.

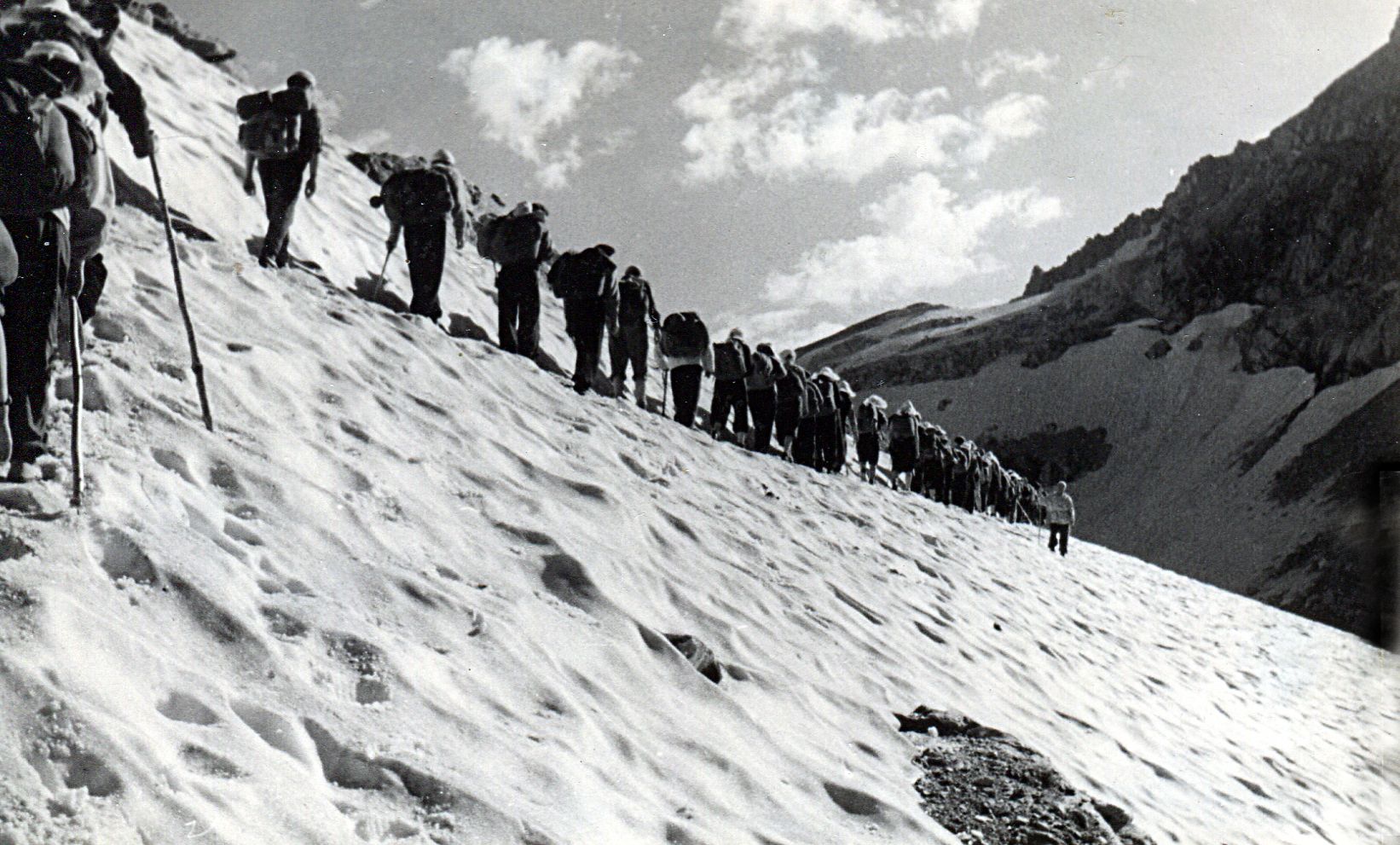
Expedición cruza el paso de Klujor, paso de la carretera por el Gran Cáucaso en 1958.

Una parte de la carretera militar es conocida como “sendero turco”, y desde la antigüedad se conocía como ruta de caravanas. En el siglo VIII lo usaron los árabes para invadir Alania. Esta ruta de caravanas está representada en un mapa veneciano del siglo XIV.
El proyecto para la construcción de una carretera para el tráfico rodado nació en la década de 1850 y para un ferrocarril en la década de 1890. La investigación geológica a lo largo de la carretera se llevó a cabo en 1895 bajo la dirección de Iván Mushkétov. El objetivo principal era la construcción de un ferrocarril con un túnel a través de la cordillera principal del Cáucaso desde Nevinnomiskaya hasta Sujumi.
La construcción de la carretera se inició en 1894 y finalmente se completó en 1903. La carretera conectaba la stanitsa Batalpashínskaya (Cherkesk) y Sujumi.
Durante la guerra civil rusa (1917-1922/1923), la carretera se convirtió en espacio de combate entre los bandos opuestos. Se intentó utilizar la carretera para el tráfico de automóviles sólo durante la Gran Guerra Patria. Desde 1946 no se utiliza como carretera. En la época soviética, la carretera se hizo famosa como una ruta turística interesante, ya que alrededor de la carretera en el territorio de Abjasia se encuentran una gran cantidad de monumentos arquitectónicos antiguos.

## Estado actual
La Longitud de la ruta es de 337 kilómetros. En el lado karachái-cherqueso, la mayor parte de la carretera está pavimentada. La A155 comienza en la Autopista R217 Cáucaso, en Kochubéyevskoye, y se dirige al sur por Cherkesk -donde comienza tradicionalmente la carretera militar para enfilar el valle del río Teberdá. Pasa por la ciudad de Karacháyevsk, Teberdá, Dombái discurriendo por el desfiladero del Gonachjir a lo largo del río Klujor. El último punto de la carretera en Karacháyevo-Cherkesia era anteriormente el campamento Séverni priyut, en desuso desde principios de los años 1990. Luego, un tramo de trece kilómetros no pavimentados del camino cruza la cordillera principal del Cáucaso por el paso de Klujor (2781 metros) y llega a la base Yuzhni priyut en el valle de Kodori en Abjasia. Luego, la carretera ahora llamada SH10 sigue el río Klich hasta el primer asentamiento en el lado abjasio después del paso, el pueblo esvano de Omarishara. Luego, la carretera discurre por el desfiladero de Kodori para luego desviarse al noroeste para tomar el valle del río Bolshaya Machara, uniéndose a la autopista del Mar Negro (ruta europea E97), tres kilómetros al sur de Sujumi, en Machara. En el lado de Karacháyevo-Cherkesia, la carretera está en su mayor parte asfaltada (170 km). La carretera asfaltada termina en el desfiladero norte de Klujor, no lejos de la estación meteorológica. En el lado abjasio, la carretera (53 km) está prácticamente sin asfaltar.
El tramo montañoso más alto de la carretera es el paso de Klujor (2781 m). El tramo que atraviesa el paso de Klujor actualmente no es apto para el tráfico rodado, y en la parte del paso se ha vuelto prácticamente intransitable para los peatones debido a los deslizamientos de tierra y la erosión. Para los peatones y animales de carga existe un camino de circunvalación a lo largo de la margen izquierda del río Séverni Klujor. Las conexiones de transporte a lo largo de la carretera militar de Sujumi dependen del clima en este tramo. En invierno, aquí son frecuentes las ventiscas y las avalanchas. Después del conflicto armado entre Georgia y Abjasia de 1992-1993, así como el establecimiento del régimen fronterizo estatal, se cerró el tráfico en la carretera. La zona fronteriza del lado ruso comienza en el puente sobre el río Kichi-Murudzha.

## Restauración de la carretera
La iniciativa de restaurar la carretera y construir algunos tramos para el transporte por carretera fue tomada por los líderes de Abjasia (Serguéi Bagapsh) y Karacháyevo-Cherkesia (Mustafá Batdiyev).
En 2010, los medios de comunicación informaron que se estaban considerando dos opciones para restablecer el tráfico por carretera entre Karacháyevo-Cherkesia y Abjasia, las cuales incluían la construcción de túneles para mantener el tráfico durante todo el año. El primero de ellos implica la construcción de un túnel de más de 12 km de longitud en la base del paso de Klujor (es decir, aproximadamente a lo largo del trazado de la carretera actual), el segundo, la construcción de una carretera a través de Arjyz. Se supone que la nueva carretera se convertirá en una carretera de peaje. La opción a través del paso de Klujor fue posteriormente rechazada por razones medioambientales, ya que violaba el régimen de la Reserva Natural de Teberdá, y se propuso una opción a través del paso de Najar.
Los dirigentes de Abjasia se oponen a la construcción de la carretera Militar-Sujumi, argumentando que esta decisión en cuestiones medioambientales.

### Planes de restauración de la vía

#### Aspectos económicos
Muchos expertos tanto en Rusia como en Abjasia expresan escepticismo económico respecto a la construcción de la carretera. Este enfoque es compartido por el empresario abjasio y exmiembro del parlamento abjasio, Beslán Butba:

No podemos construir una carretera así hacia el norte del Cáucaso, es demasiado pronto para hacerlo. Somos un estado débil, no podremos operar esta carretera. Creo que este proyecto es prematuro. Cuando seamos un Estado fuerte, cuando nuestros organismos encargados de hacer cumplir la ley funcionen correctamente, podremos pensar en esta carretera. Ahora Abjasia no debería invertir dinero en esto.

Una posición similar adoptan algunos expertos rusos que consideran que este proyecto no es económicamente rentable, ya que Abjasia es un estado "sin salida" en términos de transporte.

#### Aspectos políticos
El proyecto de construcción de la carretera militar de Sujumi provocó una reacción negativa de la parte georgiana. Kote Kuchukhidze, miembro del “gobierno de Abjasia en el exilio” georgiano, dijo que se trata de “otro intento de ocupar los territorios de Georgia por parte de Rusia”.
La construcción de la carretera tiene interés por sus fines estratégicos, como ruta de respaldo de Rusia a Abjasia. Hasta ahora, la única ruta terrestre desde Rusia a Abjasia pasa por Sochi (krai de Krasnodar). La situación es similar en Osetia del Sur. Hay planes para construir una ruta alternativa a través del paso de Mamisón.
Abjasia, debido a las circunstancias actuales y a la frontera común con la república de Karacháyevo-Cherkesia, puede convertirse en su socio principal estratégico, pues le puede ofrecer una perspectiva real de salir del estancamiento del transporte y obtener acceso directo al mar, lo cual es una necesidad urgente.

#### Aspectos ambientales
La ruta de la carretera militar de Sujumi pasa por áreas protegidas y se utiliza para el turismo de montaña. La aparición de maquinaria pesada de construcción en la zona, las explosiones durante la extracción de rocas y el posterior tráfico de vehículos provocarían daños medioambientales a la Reserva Natural de Teberdá.

#### Aspectos culturales
Durante muchos milenios la ruta del paso de Klujor, conocida en la antigüedad como el "Camino Turco", y que en el siglo XIX recibió el nombre actual, jugó un papel importante en la economía y los vínculos culturales de los pueblos que vivían en ambos lados de la cordillera principal del Cáucaso, especialmente los abasios y los abjasios. El paso también podría ser utilizado por enemigos para invadir Abjasia desde el norte del Cáucaso. Todo esto contribuyó a la aparición a lo largo del camino de un gran número de monumentos de arquitectura antigua, principalmente fortalezas y templos.Esta era la principal ruta de caravanas que conectaba Cólquida con el mar Caspio. Como ruta turística sigue siendo popular los paisajes que atraviesa son muy pintorescos.

## Galería

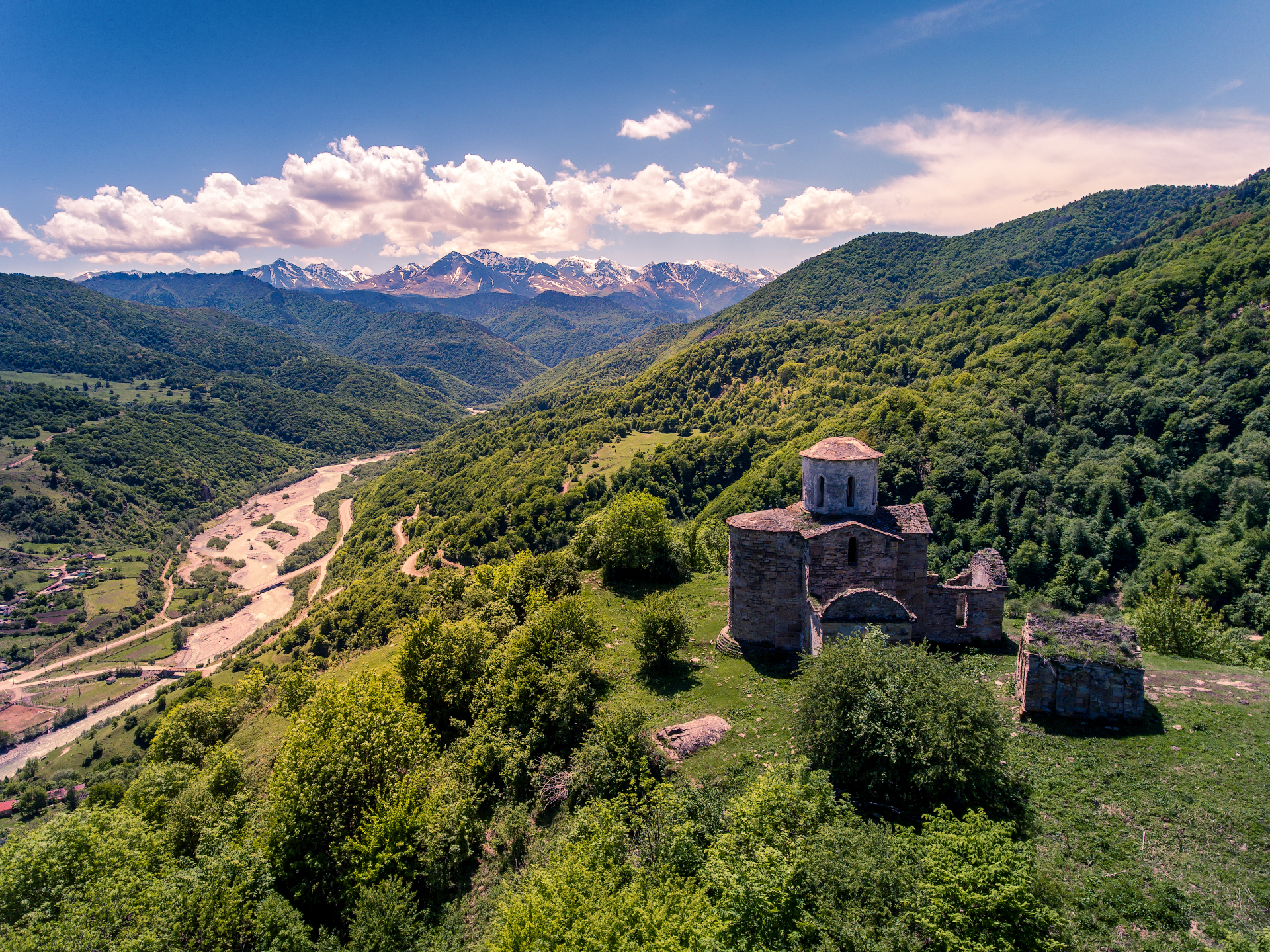
Vista desde la iglesia de Senti.
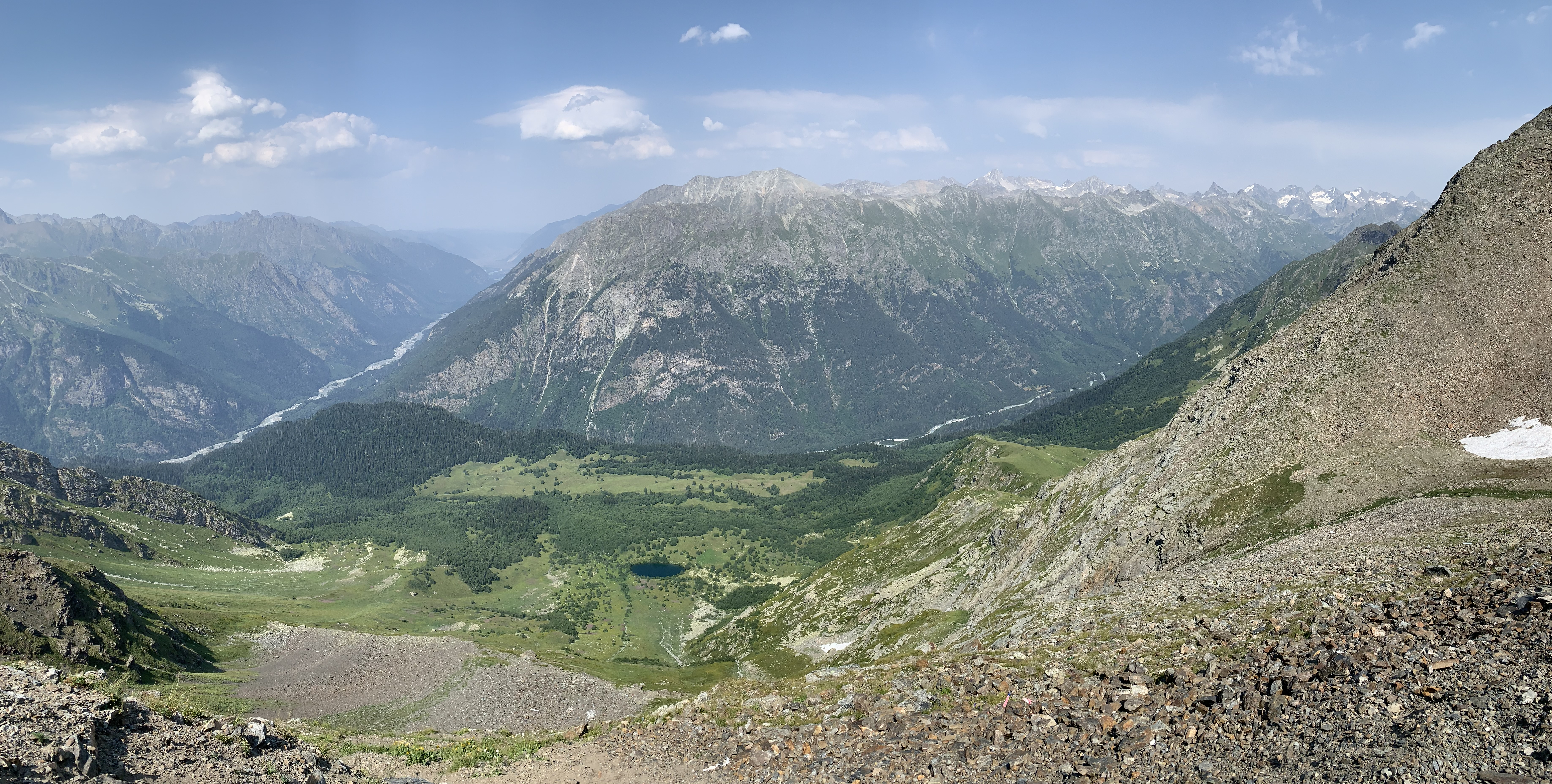
Paso del valle del Teberdá (izquierda) al del Gonachjir (derecha).
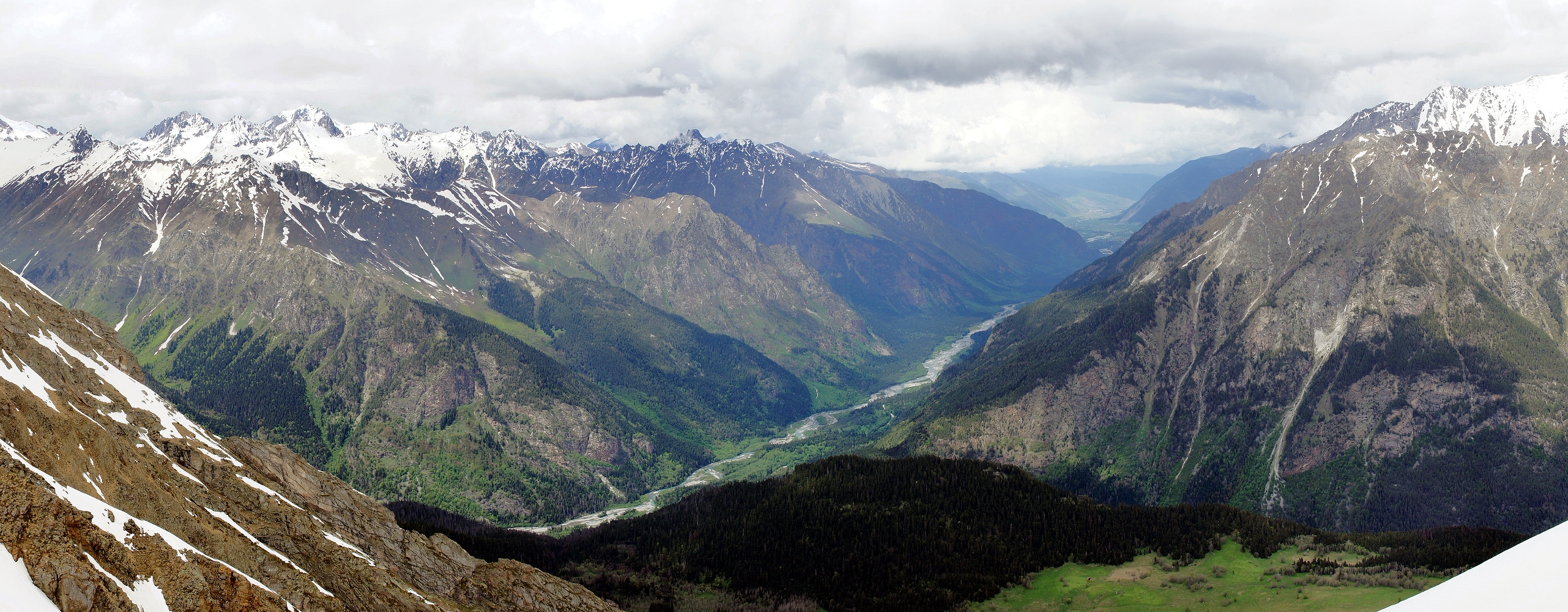
Valle del río Teberdá.